# 東鋼盃職業圍棋賽
東鋼盃職業圍棋賽，由東和鋼鐵股份有限公司贊助、台灣棋院文化基金會主辦，是台灣曾舉辦的職業圍棋棋戰之一，是台灣棋院唯一開放品位（中國圍棋會）棋士參賽的職業圍棋賽。2001年開辦，2015年停辦。
東和鋼鐵除了舉辦東鋼盃職業圍棋賽外，於1990年另有開辦東鋼盃業餘圍棋錦標賽，至今（2019年第30屆）仍在舉辦中。

## 賽制
- 前年度獎金排名前16名為種子，單敗淘汰制。
- 比目法，黑先貼還六目半。
- 時間：
  - 本賽：每局各用時2小時，最後三分鐘讀秒。
  - 決賽：每人基本用時3小時，最後五分鐘讀秒。

## 獎金及對局費
- 棋戰規模 50萬元。 
  - 決賽：無對局費，冠軍獎金10萬元，亞軍5萬元。
- 對局費：
  - 四強：1萬元
  - 八強：8千元
  - 16強：6千元
  - 非16強：2千元。

## 歷屆冠亞軍
| 屆次 | 年份   | 冠軍        | 比分 | 亞軍        | 四強保留      |
| ---- | ------ | ----------- | ---- | ----------- | ------------- |
| 1    | 2001年 | 周俊勳 九段 | 1:0  | 周可平 二段 | 陳逸達 林至涵 |
| 2    | 2002年 | 彭景華 六段 | 2:0  | 黃祥任 三段 | 林至涵        |
| 3    | 2003年 | 周可平 三段 | 1:0  | 戴嘉伸 七段 | 林宇翔 黃祥任 |
| 4    | 2004年 | 林至涵 六段 | 2:1  | 林聖賢 七段 | 彭景華 黃祥任 |
| 5    | 2005年 | 陳詩淵 四段 | 2:0  | 戴嘉伸 七段 | 陳逸達 黃祥任 |
| 6    | 2006年 | 周俊勳 九段 | 2:0  | 林書陽 三段 | 蕭正浩 周可平 |
| 7    | 2007年 | 陳詩淵 七段 | 2:0  | 林至涵 八段 | 周可平 楊孟允 |
| 8    | 2008年 | 蕭正浩 六段 | 1:0  | 林至涵 八段 | 陳詩淵 庾炅旻 |
| 9    | 2009年 | 陳詩淵 八段 | 1:0  | 周俊勳 九段 | 林宇翔 林至涵 |
| 10   | 2010年 | 周俊勳 九段 | 1:0  | 陳詩淵 八段 | 劉耀文 陳義翔 |
| 11   | 2011年 | 周俊勳 九段 | 1:0  | 蕭正浩 七段 | 夏大銘 林立祥 |
| 12   | 2012年 | 林君諺 五段 | 1:0  | 林書陽 七段 | 楊志德 張哲豪 |
| 13   | 2013年 | 蕭正浩 八段 | 1:0  | 林立祥 六段 | 林君諺 黑嘉嘉 |
| 14   | 2014年 | 王元均 七段 | 1:0  | 陳祈睿 二段 |               |
| 15   | 2015年 | 林士勛 三段 | 1:0  | 蕭正浩 九段 |               |

## 沿革
- 2001第一屆
  - 台灣東鋼盃開辦，台灣棋院主辦，東和鋼鐵贊助。
  - 雙敗淘汰制，決賽採單局決勝。
  - 比目法，黑先貼還六目半。
  - 用時：本賽用時2小時，最後三分鐘讀秒。決賽用時3小時，最後五分鐘讀秒。
  - 獎金對局費：
  - 非16強對局費4千元，無勝局獎。
  - 16強及以上對局費6千元，無勝局獎。
  - 決賽無對局費。冠軍獎金10萬元，亞軍4萬元。
- 2002第二屆
  - 決賽改採三番決勝
- 2003第三屆
  - 決賽改採單局決勝。
- 2004第四屆
  - 改採單敗淘汰制，決賽三番決勝。
  - 上屆四強保留為16強種子
  - 棋戰規模 50萬元。

- 2008年第八屆
  - 棋戰規模 50萬元。
  - 決賽：無對局費冠軍獎金10萬元，亞軍5萬元。採一局決勝
  - 對局費：
  - 四強：1萬元
  - 八強：8千元
  - 16強：6千元
  - 非16強：4千元。